# John Byng-Hall
John Byng-Hall (1937 – 17 luglio 2020) è stato uno psichiatra infantile e terapeuta della famiglia britannico.

## Biografia
Terapeuta della famiglia alla Tavistock Clinic di Londra dal 1973, anno del pensionamento di John Bowlby, a fianco del quale ha lavorato a lungo, è l'autore del modello dei Family script, che intende spiegare il funzionamento familiare a partire dalla teoria dell'attaccamento di Bowlby e dalle idee di Daniel Stern. È stato definito tra i pionieri della terapia familiare.
Ha inoltre descritto il mito familiare.

### Family script
Questo modello è applicato dalla terapia familiare. Si propone di superare il dualismo tra relazioni “rappresentate” e “reali”, introduce nella terapia familiare il concetto di “copione” (script), intendendolo come una rappresentazione mentale di un comportamento di teoria dell'attaccamento.
È possibile così descrivere il modo in cui i vari script - definibili come modelli operativi interni - convergono a creare script familiari, cioè copioni che contengono le aspettative condivise dai membri della famiglia sul modo in cui i ruoli devono essere rappresentati. 
Appare evidente come la condivisione di uno script sia fondamentale per l'identità dei membri di una famiglia e perché essi si riconoscano in un sistema di significati condiviso. Ogni riscrittura di un copione costituisce un copione correttivo, vale a dire un copione che può prevedere soluzioni diverse da quelle del passato; al contrario, quando un copione sembra ripetersi senza possibilità di improvvisazione né di cambiamento, si parla di copione ripetitivo.
Nell'idea di Byng-Hall, la terapia può offrire una cosiddetta "base sicura": la relazione col terapeuta può essere tale da incoraggiare la famiglia a esplorare e improvvisare nuovi abbozzi di copioni, dai quali può nascere un nuovo copione correttivo.
I copioni possono essere inter- e intragenerazionali: i primi presiedono alla regolazione dei rapporti all'interno della stessa generazione (rapporti tra fratelli o tra coniugi, ad esempio); quelli intragenerazionali contengono le regole dei rapporti tra generazioni diverse: tra figli e genitori, tra nonni e nipoti ecc. Ogni famiglia, probabilmente, possiede uno script che regola i rapporti con l'esterno: in definitiva una visione del mondo e di quello che è diverso dal "noi" familiare.
Il modello di John Byng-Hall nasce e si sviluppa nel periodo in cui le arti performative esercitano una significativa influenza sulle scienze umane e offrono loro nuove metafore.
I risultati dei suoi studi sono stati pubblicati in alcuni libri e sono stati oggetto di ulteriori approfondimenti e citazioni in vari libri in lingue diverse. In Italia è stato pubblicato nel 1998 il libro "Le trame della famiglia. Attaccamento sicuro e cambiamento sistemico" per la Raffaello Cortina Editore. Grazie a questi studi è stato intervistato anche per un libro di Raphael Samuel. Inoltre sono stati anche pubblicati su riviste come Journal of Family Therapy, British Journal of Medical Psychology nel 1973, Family Process, Infant Mental Health Journal e British Journal of Psychiatry e sono stati ripresi in altri libri di autori quali Martin Richards, Jeremy Holmes e in Italia in vari libri di Barbara Fabbroni.

## Opere
Edizione originale
- Renos K. Papadopoulos e John Byng-Hall, Multiple Voices: Narrative in Systemic Family Psychotherapy, 1998, Routledge, 304 pagine.
- Jenny Altschuler, Barbara Dale e John Byng-Hall, Working with Chronic Illness, 1997, MacMillan, 218 pagine.
- Rewriting Family Scripts: Improvisation and Systems Change, 1995, Guilford Press, 288 pagine. (seconda edizione nel 1998)
- Rosemary Whiffen e John Byng-Hall, Family Therapy Supervision, 1982, Academic Press, 271 pagine.
- John Bowlby e John Byng-Hall, The Effects of Relationships on Relationships, 1991, Clinical Psychology Publishing. (disponibile anche in giapponese, spagnolo e francese)

Edizione in altre lingue
- (IT)  Le trame della famiglia. Attaccamento sicuro e cambiamento sistemico, 1998, Cortina Editore, 374 pagine.
- (FR)  Deuil et famille, 1998, De Boeck, 138 pagine.